# Joakim Runnemo
Joakim Ulf Bertil Runnemo (18 dicembre 1986) è un ex calciatore svedese, di ruolo centrocampista o attaccante.

## Carriera
Dopo aver fatto parte delle giovanili di Värmdö IF e Nacka FF, all'età di 15 anni è passato al Brommapojkarna.
Con la squadra rossonera ha giocato la sua prima stagione in Superettan nel 2005, con 21 presenze su 30 partite in calendario.
L'anno seguente ha conquistato in pianta stabile quel posto da titolare che già comunque aveva ottenuto in 12 occasioni nella stagione d'esordio. Il campionato 2006 del Brommapojkarna si è chiuso con la promozione in Allsvenskan ottenuta al termine del doppio spareggio contro l'Häcken, con lo stesso Runnemo che è stato autore di un gol nella sfida di ritorno.
Il suo esordio personale nella massima serie svedese è coinciso con una rete segnata a 76 secondi dal fischio d'inizio, per il definitivo 1-0 nel match della prima giornata contro il Djurgården. Tuttavia, quella è risultata la sua unica marcatura nel corso della stagione (in 12 presenze), mentre la squadra ha terminato il campionato all'ultimo posto in classifica.
Nel 2008 Runnemo ha segnato 9 gol in 29 partite, contribuendo al raggiungimento del terzo posto in classifica utile per conseguire una nuova promozione in Allsvenskan dopo gli spareggi.
Il giocatore ha poi iniziato l'Allsvenskan 2009 con 3 gol segnati nelle prime 5 giornate. Di lì a fine anno Runnemo ha segnato solo un altro gol, ma il Brommapojkarna è riuscito a piazzarsi al 12º posto e a salvarsi.
Runnemo ha giocato un ulteriore anno in rossonero, poi ha lasciato a parametro zero la squadra, che nel frattempo era stata nuovamente retrocessa in Superettan.
Il ventiquattrenne è comunque sceso in seconda serie, spostandosi sulla costa ovest con l'ingaggio da parte Ljungskile. Al primo anno con la nuova maglia, è stato il secondo miglior marcatore della squadra con 7 reti, dietro a Gabriel Altemark-Vanneryr. Nel corso della seconda annata, l'ultima prima della scadenza contrattuale, è partito talvolta dalla panchina.
Nel 2013 Runnemo è sceso ulteriormente di categoria passando in terza serie al Sirius dove ha ritrovato Kim Bergstrand, già suo allenatore ai tempi del Brommapojkarna. A fine stagione la squadra ha vinto il campionato di Division 1 ed è stata promossa, mentre l'anno seguente ha chiuso la Superettan 2014 al 6º posto.
Scaduto il biennale con il Sirius, Runnemo si è accordato con il Frej, società della periferia nord-orientale di Stoccolma, neopromossa in Superettan. Ha rinnovato il proprio contratto annuale al termine sia della stagione 2015, che 2016, che 2017, in tutti i casi concluse con una salvezza. Il suo ultimo anno di contratto è stato dunque il 2018, in cui Runnemo si è imposto come miglior realizzatore stagionale della squadra con 12 reti all'attivo.